# Heidrun Gerzymisch

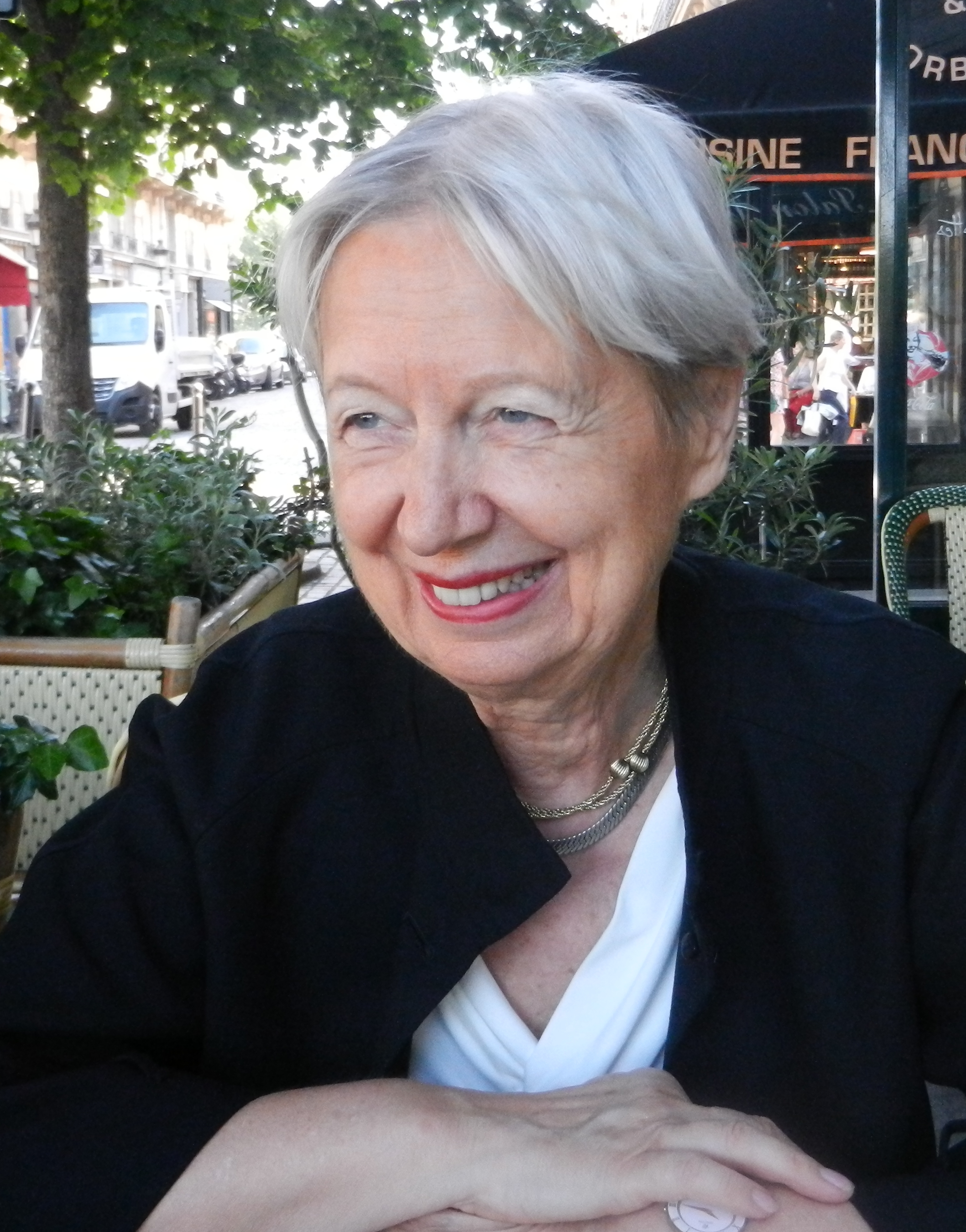
Heidrun Gerzymisch 2013

Heidrun Gerzymisch (* 8. Mai 1944 in Gusow) ist eine deutsche Übersetzungswissenschaftlerin und Professorin an der Universität des Saarlandes.

## Leben und Weg
Heidrun Gerzymisch studierte am Institut für Übersetzen und Dolmetschen (IÜD) der Ruprecht-Karls-Universität Heidelberg sowie am Holborn College of Law, Languages and Commerce in London (heute: University of Westminster) mit deutschen und amerikanischen Abschlüssen als Diplom-Übersetzerin (1969) der Universität Heidelberg und als Bachelor of International Business Administration (1976) der Schiller International University (London Campus).
Nach praktischer Berufstätigkeit im In- und Ausland sowie dem Beginn einer Lehrtätigkeit am Institut für Übersetzen und Dolmetschen der Universität Heidelberg von 1979 bis 1993 erfolgte 1986 die Promotion an der Johannes Gutenberg-Universität Mainz (Fachbereich Translations-, Sprach- und Kulturwissenschaft) bei Karl-Heinz Stoll (Englische Literaturwissenschaft), Jörn Albrecht (Allgemeine Linguistik/Sprachwissenschaft) und Hans J. Vermeer (Angewandte Linguistik/Sprachwissenschaft).
Ihre Habilitation mit Verleihung der venia legendi für Übersetzungswissenschaft (Englisch) erfolgte 1992 an der Ruprecht-Karls-Universität Heidelberg (Gutachter: Kurt Kohn, Jörn Albrecht und Herbert Ernst Wiegand). 1993 wurde sie auf den Lehrstuhl für Sprach- und Übersetzungswissenschaft der Universität des Saarlandes berufen, den sie bis 2009 innehatte. Akademische Lehrtätigkeiten führten sie an das Monterey Institute of International Studies in Monterey, Kalifornien (1987/1988 sowie 1990 und 1991), an die Karls-Universität Prag (1999), die Karl-Franzens-Universität Graz (2002) und an das Translationszentrum der Universität Wien (2010). Von 2008 bis 2018 lehrte sie am Institut für Übersetzen und Dolmetschen der Zürcher Hochschule für Angewandte Wissenschaften (ZHAW).

## Forschung
Im Mittelpunkt des Forschungsinteresses von Heidrun Gerzymisch steht die Translationswissenschaft (Translatologie) als „gemittelte“ Kommunikation mit der Frage nach der Systematisierbarkeit und Transparenz ihrer Einflussgrößen und individuellen Entscheidungsprozesse. Ausgehend von der gemittelten Fachkommunikation und Terminologielehre entwickelte sie ein Verfahren zur Disambiguierung des Terminus im Kontext und ergänzte die Begriffe der Thema-Rhema-Gliederung, der Isotopie, des Kontextes und der Kohärenz aus translatorischer Sicht. Mit ihrem akademischen Lehrer, dem Physiker und Sprachwissenschaftler Klaus Mudersbach, hat sie auf der Basis seines Dividuenbegriffs eine wissenschaftliche Methodik des Übersetzens entwickelt, die von Doktoranden des Lehrstuhls und des Doktorandenkollegs MuTra weitergeführt und theoretisch um die Operationalisierung des Übersetzungszwecks (2012 von June Sunwoo) ergänzt wurden. Die Dissertationen führten in den Bereichen Kulturtransfer, Dolmetschen, Literaturübersetzen und Audiodeskription zu neuen translatorischen Begriffen und Handlungsschemata wie den „kulturellen Konstellationen“ (Georgios Floros, 2002), der „dolmetschorientierten Terminologiearbeit DOT“ (Martin Will, 2009), dem „Diskursdolmetschen“ (Lihua Jiang-Qi, 2010) und der Multimodalität bei der „Audiodeskription als partielle Translation“ (Bernd Benecke, 2013).

## Sonstige Aktivitäten
Heidrun Gerzymisch gründete 1994 an der Universität des Saarlandes die Arbeitsstelle Advanced Translation Research Center (ATRC) mit Forschungsschwerpunkten zu Begriffen und Methoden in der Translationswissenschaft (Translatologie). Das ATRC richtete von 1999 bis 2007 eine Serie von Marie-Curie-Eurokonferenzen mit begleitenden „PhD Schools“ aus, die 2010 mit dem Doktorandenkolleg in das Graduiertenprogramms GradUS an der Universität des Saarlandes integriert wurde. 1996 gründete sie die Gerzymisch-Stiftung zur Förderung des wissenschaftlichen Nachwuchses in der Übersetzungs- und Dolmetschwissenschaft (Translationswissenschaft), die Nachwuchswissenschaftler in ihren translatorischen Dissertations- und Publikationsvorhaben fördert und unterstützt. Sie ist Mitbegründerin der Deutschen Gesellschaft für Übersetzungs- und Dolmetschwissenschaft und Gutachterin für Universitäten, nationale und internationale Wissenschaftsorganisationen und Verbände sowie 2008 und 2009 für das Forschungsrahmenprogramm der Europäischen Kommission.

## Publikationen (Auswahl)
- 1987: Zur Thema-Rhema-Gliederung in amerikanischen Wirtschaftsfachtexten. Eine exemplarische Analyse. Narr, Tübingen (Dissertation).
- 1994: Übersetzungswissenschaftliches Propädeutikum. UTB 1782. Francke, Tübingen–Basel.
- 1996: Termini im Kontext: Verfahren zur Erschließung und Übersetzung der textspezifischen Bedeutung von fachlichen Ausdrücken. Reihe Forum für Fachsprachenforschung (FFF). Narr, Tübingen (Habilitationsschrift).
- 1998 (Zusammen mit Klaus Mudersbach): Methoden des wissenschaftlichen Übersetzens. UTB 1990. Francke, Tübingen-Basel.
- 2003: Norm and Translation Theory. Some Reflections on its Status, Methodology and Implications. In: Klaus Schubert (Hrsg.): Übersetzen und Dolmetschen: Modelle, Methoden, Technologie (= DGÜD Jahrbuch Übersetzen und Dolmetschen Band 4/I). Narr, Tübingen, S. 47–68.
- 2004: On the Translatability of Isotopies. In: F. Antin/W. Koller (Hrsg.): Les limites du traduisible. In: FORUM. Presses de la Sorbonne Nouvelle KSCI, Paris. Vol. 2 No. 2, S. 177–197
- 2008 (Hrsg.): Mutra – Multidimensional Translation. Proceedings of the Marie Curie Euroconferences 2005–2007. Hrsg. von Heidrun Gerzymisch-Arbogast et al.
- 2013 (Hrsg.): Translation als Sinngebung. Reihe mit Sprache. Translatorische Forschungsbeiträge. LIT Verlag, Münster.